# Polizeidirektion Sachsen-Anhalt Süd

Die 3 Polizeidirektionen Sachsen-Anhalts

Die Polizeidirektion Sachsen-Anhalt Süd war bis zum 31. Dezember 2018 eine der drei Polizeidirektionen der Polizei Sachsen-Anhalt. Ihr Sitz ist in der Merseburger Straße 6 in Halle (Saale). Der letzte Behördenleiter war der Leitende Polizeidirektor Mario Schwan.
Zur Polizeidirektion Sachsen-Anhalt Süd gehörten die Polizeireviere Halle (Saale), Saalekreis mit Sitz in Merseburg, Burgenlandkreis mit Sitz in Weißenfels, Mansfeld-Südharz mit Sitz in Eisleben sowie das Polizeirevier Bundesautobahn/Spezialisierte Verkehrsüberwachung mit Sitz in Weißenfels.
Die beiden anderen Polizeidirektionen des Landes waren die Polizeidirektion Sachsen-Anhalt Nord in Magdeburg und die Polizeidirektion Sachsen-Anhalt Ost in Dessau-Roßlau.
Sie wurde 2007 gebildet und stand zunächst unter der Leitung von Walter Schumann. Von 2011 bis 2017 war Christiane Bergmann Polizeipräsidentin.
Die Aufgaben der Polizeidirektion Sachsen-Anhalt Süd wird seit dem 1. Januar 2019 von der Polizeiinspektion Halle (Saale) übernommen.